# Клеомен III
Клеомен III (на старогръцки: Κλεομένης; на латински: Kleomenes III, * 254 пр.н.е., † 219 пр.н.е.) е цар на Спарта от 235 до 222 пр.н.е. от династията Агиди. Той е син на Леонид II и прочутата спартанка Кратесиклея.
След смъртта на Агис IV († 241 пр.н.е.) от династията Еврипонтиди баща му го жени за неговата вдовица Агиатис. Чрез нея той научава идеите за реформи на Агис. Негов учител е стоика Сфаирос от Бористенес. Когато баща му умира през 236/235 пр.н.е. той се възкачва на трона на Спарта.
Клеомен III завладява градовете Тегея, Мантинея и Орхоменос. Спартанците предприемат настъпление в Пелопонес. Тогавашният стратег на Ахейския съюз Арат от Сикион съветва за пасивност. През 227 пр.н.е. Аристомах Млади, тиранът на Аргос, става новият стратег и обявява война на Спарта. С 20 000 пехотинци и 1000 конници той се среща при Палантион с 5000 спартанци. Клеомен побеждава. Арат от Сикион става отново стратег и се съюзява през 226 пр.н.е. с македонския цар Антигон III Досон.
През 226 пр.н.е. Клеомен побеждава ахейците в битката при Левктра в Аркадия. Лидиад, тиранинът на Мегалополис e убит. Филопемен бяга с оживелите в Месена.
Клеомен се връща в Спарта и въвежда реформи. Той убива всички ефори, с изключение на Агилай, който избягал в един храм. Той реорганизира войската по пример на македонците. Въвежда възпитанието по основните закони на Ликург. Прави брат си Евклеид цар на другата владетелска фамилия Еврипонтидите.

## Клеоменова война
Арат и неговият предишен македонски враг Антигон III Досон се съюзяват против Клеомен.
През 222 пр.н.е. противоспартанската коалиция навлиза в Лакония. През лятото 222 пр.н.е. спартанците са победени от Антигон III Досон в решителната битка при Селасия, близо до град Спарта. Клеомен III бяга в Египет при Птолемей III. Той е арестуван от Сосибий (баща) заради обвинение за заговор против Птолемей IV. Клеомен може да избяга и иска да организира бунт против фараона. Той не намира поддръжници и затова се самоубива през 219 пр.н.е.
Неговите реформи са продължени от Набис. Плутарх пише биографията на Клеомен.